# Abutilon multiflorum
Abutilon multiflorum är en malvaväxtart som beskrevs av R. E. Fries. Abutilon multiflorum ingår i släktet klockmalvor, och familjen malvaväxter. Inga underarter finns listade i Catalogue of Life.